# Pathum Wan

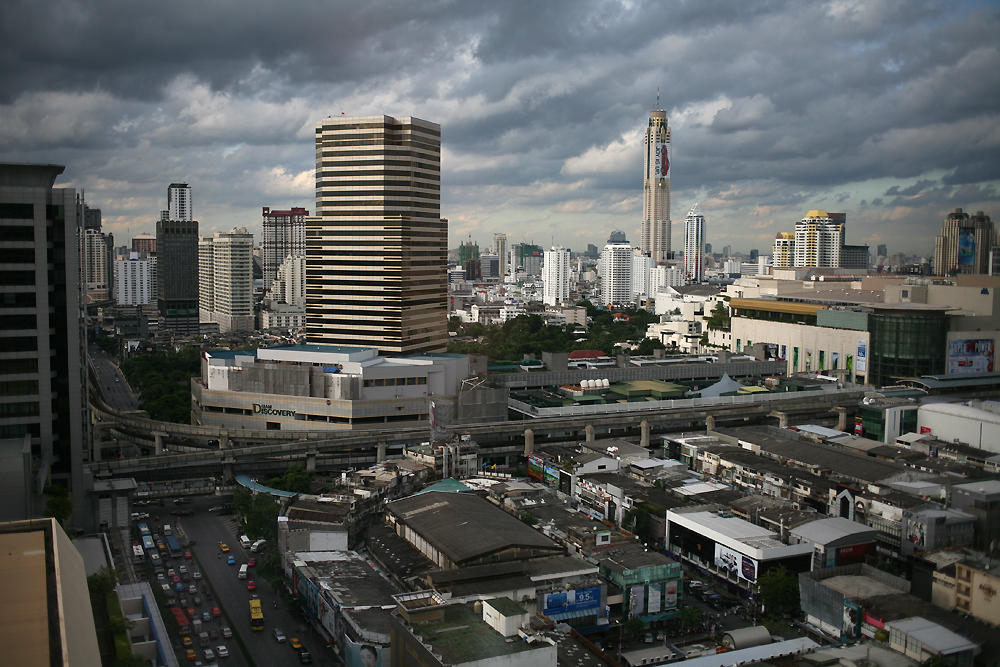
Pathum-Wan-Kreuzung (linker Bildrand), Siam Square (Vordergrund), Siam Discovery Center, Skytrain-Station Siam und Siam Paragon (Bildmitte, v. l. n. r.)

Pathum Wan (thailändisch ปทุมวัน) ist einer der 50 Bezirke (Khet) in Bangkok, der Hauptstadt von Thailand. Pathum Wan befindet sich im östlichen Teil des Stadtzentrums. Es wird im Norden von der Rama-I.-Straße (Thanon Phra Ram 1) und im Süden von der Rama-IV.-Straße (Thanon Phra Ram 4) begrenzt. Es ist einer der zentralen Geschäftsbezirke Bangkoks.

## Geographie
Pathum Wan wird im Norden begrenzt vom Khlong Saen Saep, im Osten von der Eisenbahnlinie Makkasan – Khlong Toei, im Süden von der Rama-IV.-Straße und im Westen vom Khlong Phadung Krung Kasem.
Die benachbarten Bezirke sind im Uhrzeigersinn von Norden aus: Ratchathewi (auf dem anderen Ufer des Khlong Saen Saep), Watthana, Khlong Toei, Sathon, Bang Rak, Pom Prap Sattru Phai (auf dem anderen Ufer des Khlong Phadung Krung Kasem) und Dusit.

## Geschichte
Der Bezirk Pathum Wan wurde 1914 eingerichtet. Er lag damals noch großenteils außerhalb des geschlossenen Siedlungsgebiets von Bangkok und war von Feldern und Obstgärten bedeckt. Er ist benannt nach Wat Pathum Wanaram (Tempel des Lotuswaldes), einem buddhistischen Tempel (Wat), und dem nahe gelegenen Sra-Pathum-Palast (Lotusweiher-Palast). Beide Anlagen gehen auf eine Anordnung von König Rama IV. (Mongkut) zurück. Die Namensgebung führt auf die Unzahl von Lotusblüten zurück, die seinerzeit am Khlong Saen Saep das Wasser bedeckten. König Rama V. (Chulalongkorn) ließ hier 1881 einen Palast für seinen erstgeborenen Sohn Vajirunhis errichten, der von einem englischen Architekten im gotischen Stil gestaltet wurde und an das Windsor Castle erinnerte. Der Kronprinz starb jedoch früh und die Anlage wurde 1911 an das Civil Service College übergeben, aus dem 1917 die Chulalongkorn-Universität, die erste Universität Thailands, hervorging. Diese unterhält bis heute in Pathum Wan ihren Hauptcampus, der mit über 200 Hektar Fläche knapp ein Viertel des Bezirks einnimmt.
Im Jahr 1916 wurde in der südwestlichen Ecke des Bezirks der Bahnhof Hua Lamphong, Bangkoks Hauptbahnhof, eingeweiht. König Rama VI. (Vajiravudh) ließ in den 1920er-Jahren den Lumphini-Park anlegen, mit 57 Hektar der größte Stadtpark Bangkoks, in dem auch die erste öffentliche Bibliothek und der erste öffentliche Tanzsaal Bangkoks eingerichtet wurden. Der „Windsor“-Palast wurde 1936 abgebrochen und an seiner Stelle das Suphachalasai-Stadion (Nationalstadion) errichtet.
In den 1930er- und 40er-Jahren wuchs die Bebauung Bangkoks dann entlang der Thanon Phloen Chit und Witthayu („Drahtlos-Straße“) nach Osten, vor allem erstgenannte entwickelte sich ab den 1950er-Jahren zu einer Einkaufs- und Unterhaltungsmeile. 1956 eröffnete an der Ratchaprasong-Kreuzung das Grandhotel Erawan, auf dessen Gelände sich ein Schrein für den hinduistischen Gott Brahma, der sogenannte Erawan-Schrein befindet. Dieser wurde zu einem der meistverehrten Heiligtümer der Stadt.
Ab Mitte der 1960er-Jahre ließ die Chulalongkorn-Universität den nördlichen Abschnitt ihrer Ländereien, den sie nicht für den Hochschulbetrieb benötigte, von Pächtern zu kleinen Läden, Restaurants, Nachhilfeschulen, Kinos u. ä. entwickeln, die hauptsächlich von Studenten und anderen jüngeren Mittelschichtsangehörigen frequentiert werden. Diese Gegend wird Siam Square genannt. Die Universität behielt jedoch das Eigentum an den Grundstücken und bestreitet aus der Pacht einen Teil ihrer Einnahmen. Lange bevor die Khaosan Road das Zentrum des Rucksacktourismus in Thailand wurde, auch bevor der erste Lonely-Planet-Reiseführer für Thailand erschien, gab es am Anfang der Rama-IV.-Straße in der Nähe des Hauptbahnhofs Hua Lamphong das „Thai Song Greet Hotel“, das in den 1960er- und 70er-Jahren große Beliebtheit bei jungen westlichen Individualreisenden hatte.

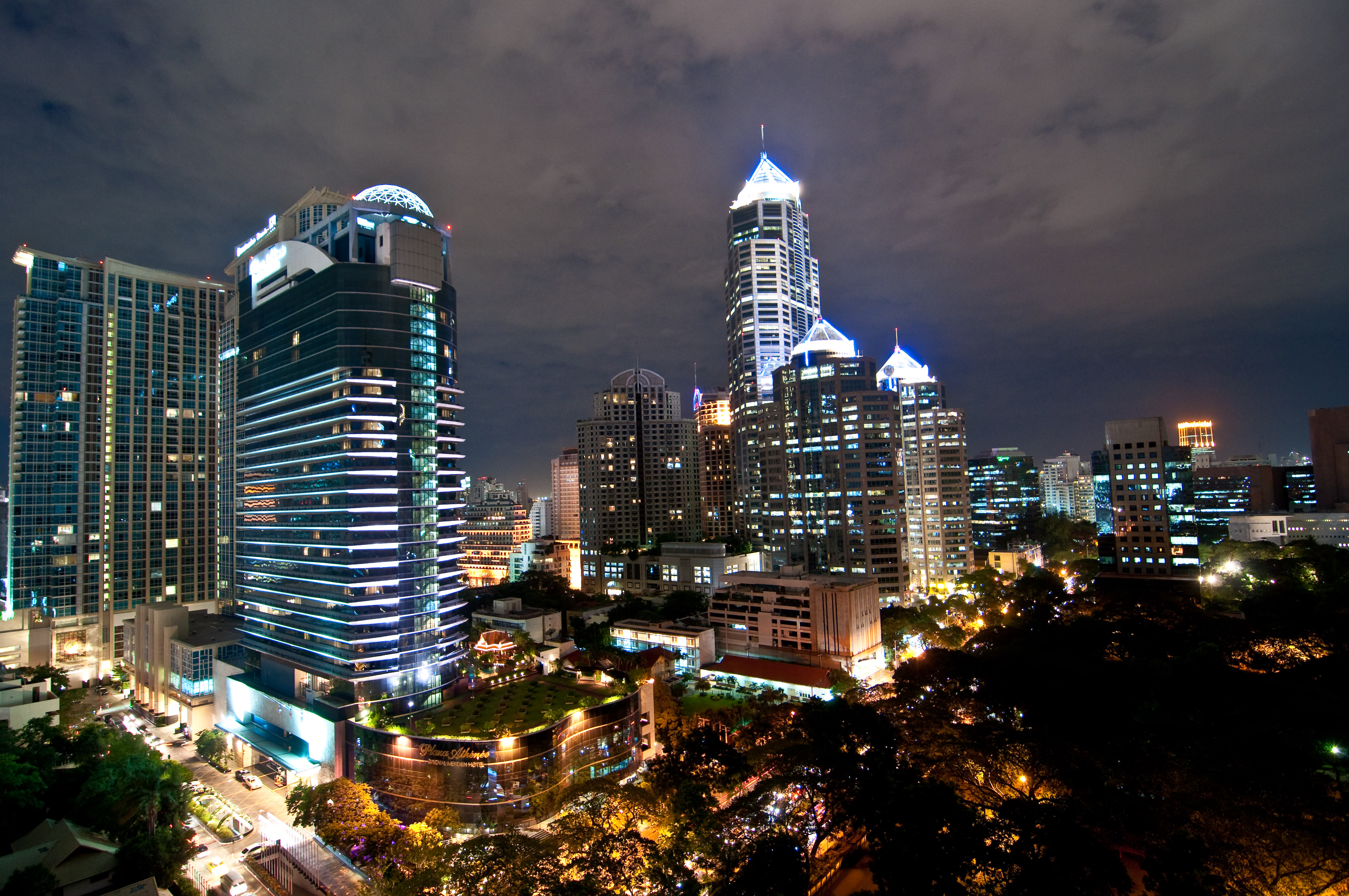
Plaza Athenee Hotel, All Seasons Place, CRC Tower (v. l. n. r.) in der Thanon Witthayu

1973 wurde mit dem Siam Center das erste moderne Einkaufszentrum Bangkoks eröffnet. Es befindet sich – ebenso wie das später hinzugefügte Siam Discovery Center und Siam Paragon – auf einem Grundstück, das ursprünglich Teil des Sra-Pathum-Palasts war und immer noch zum Kronvermögen der thailändischen Monarchen gehört. Das 1985 eröffnete Ma-Bunkhrong Center (MBK) an der Pathum-Wan-Kreuzung (auch dieses Grundstück gehört der Chulalongkorn-Universität) war seinerzeit die größte Shopping-Mall Asiens. Im Jahr 1990 folgte das noch größere, achtgeschossige World Trade Center an der Ratchaprasong-Kreuzung, heute als Central World bekannt. Die beiden Linien des 1997 eingeweihten Skytrains, Bangkoks erstem schienengebundenen Massenverkehrssystem, kreuzen sich an der Haltestelle Siam am Siam Square. Spätestens seither und mit der Errichtung weiterer Einkaufszentren, Bürohochhäuser und Luxushotels in den 1990er- und 2000er-Jahren hat Pathum Wan einen Großteil der Funktionen eines Stadtzentrums übernommen.
Im Rahmen der Unruhen im April und Mai 2010 besetzten die sogenannten „Rothemden“ die Umgebung der Ratchaprasong-Kreuzung. Nach dem Scheitern einer Verhandlungslösung wurden weite Teile des Bezirks Pathum Wan zum Einsatzgebiet des Militärs erklärt. Es kam zu bürgerkriegsähnlichen Straßenschlachten, ganze Straßenzüge wurden zu No-go-Areas. Das Kino Siam und Teile der Central World wurden auf dem Höhepunkt der Kämpfe niedergebrannt.

## Einkaufszentren

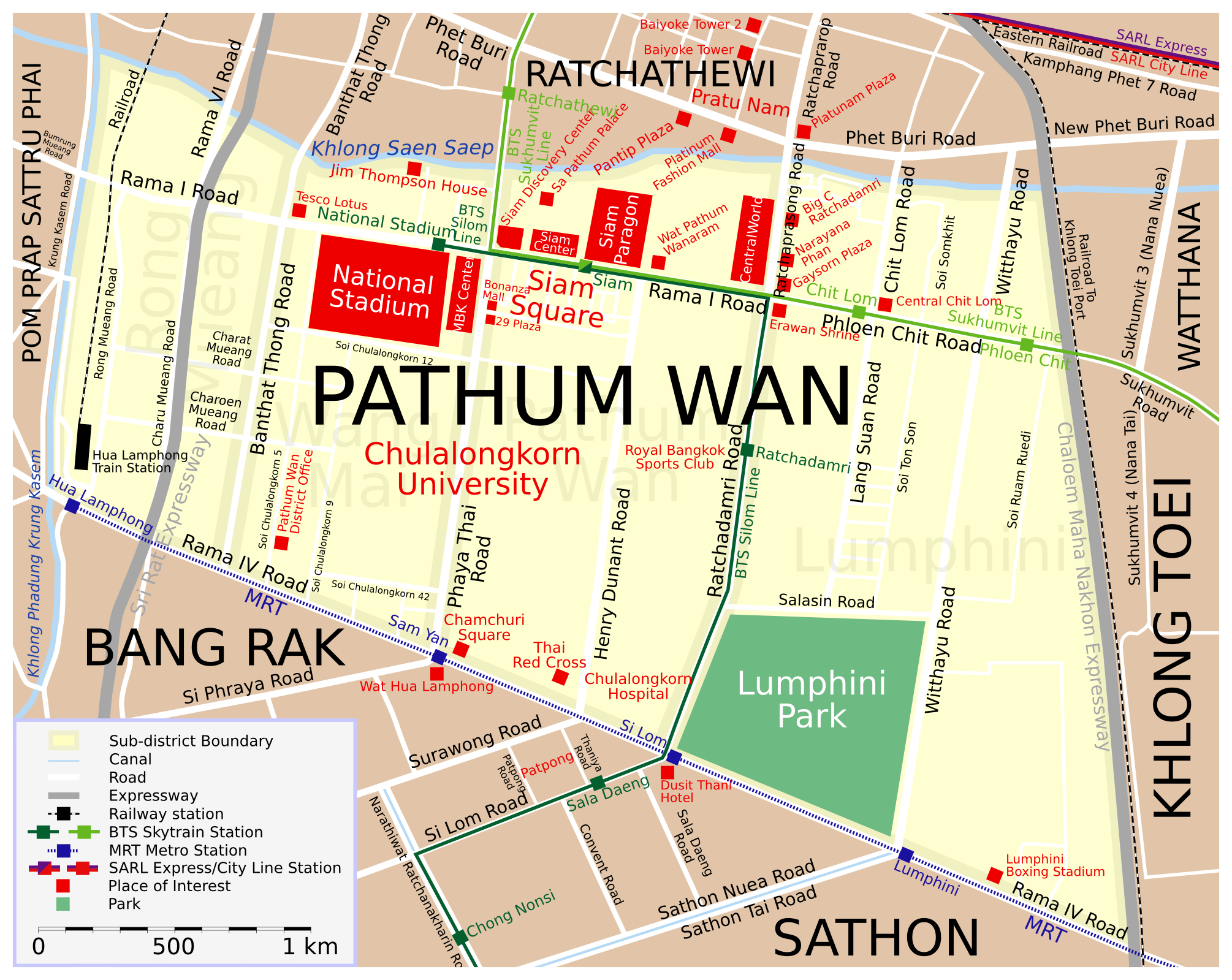
Übersichtskarte des Bezirks

Pathum Wan ist weithin bekannt wegen seiner Einkaufszentren. Das älteste dieser Zentren ist das Siam Center aus dem Jahr 1973, das später durch das Siam Discovery Center erweitert wurde und im Dezember 2005 noch einmal durch das Siam Paragon, mit einer Geschäftsfläche von 300.000 m² das zweitgrößte Einkaufszentrum Thailands, vergrößert wurde.
Ein weiteres Einkaufszentrum ist das in den 1980er-Jahren entstandene Maboonkrong Center (MBK). Hier kann man modische Kleidung, Handys und Souvenirs günstig kaufen. Mit dem MBK über eine Brücke auf die andere Seite der Thanon Phayathai (Phayathai-Straße) verbunden ist die Bonanza Mall.
Die 2006 eröffnete CentralWorld, die das ehemalige „World Trade Center“ von 1990 ersetzte, ist mit einer Geschäftsfläche von 429.500 m² das größte Einkaufszentrum Thailands. Während der Unruhen der „Rothemden“ im Mai 2010 wurde es in Brand gesetzt. Seit Januar 2012 ist es komplett wiederhergestellt.
Siam Square ist eine andere Einkaufsgegend: Es besteht aus vielen kleineren Gebäuden mit vielen Gassen, an denen die Shops liegen. Es wird meist von Jugendlichen besucht. Außerdem befanden sich hier drei traditionsreiche seit den 1960er- bzw. 70er-Jahren bestehende Kinos: Siam, Lido und Scala (letzteres bekannt für sein Foyer im Art-déco-Stil). Das Siam wurde während der Unruhen der „Rothemden“ im Mai 2010 vollständig niedergebrannt und anschließend nicht wiederaufgebaut. Lido und Scala gelten weiterhin als nostalgische Traditionskinos, die anders als die großen Multiplex-Kinos nicht nur „Blockbuster“, sondern auch Independent-Filme zeigen. Das Lido soll allerdings nach Plänen des Grundeigentümers (der Chulalongkorn-Universität) ebenfalls geschlossen werden, um einem weiteren Einkaufszentrum Platz zu machen. Neben den Geschäften sind hier auch zahlreiche Nachhilfeschulen, die auf die landesweiten Examen vorbereiten, sodass hier während der Abendstunden und an den Wochenenden viele Schüler hin- und herpendeln.
Bis 2011 befand sich neben dem Lumphini-Park der Nachtmarkt „Suan Lum“ (Suan Lum Night Bazaar). Er lag auf dem Gelände einer ehemaligen Militärschule unter freiem Himmel und bot hauptsächlich Kleidung und Souvenirs an. Einige Restaurants und ein Biergarten mit einem Zeltdach und Livemusik waren ebenfalls vorhanden. Innerhalb des Bazars gab es in den Abendstunden Aufführungen des Joe Louis Theaters, das die traditionellen thailändischen Puppen vorführt. Bereits im Jahr 2006 hatte der Grundeigentümer, das Crown Property Bureau, beschlossen, den Pachtvertrag nicht zu verlängern und das Areal stattdessen zu Bürogebäuden, Apartmentanlagen oder einem Einkaufszentrum zu entwickeln. Ein Ausweichstandort für den Nachtmarkt soll stattdessen viele Kilometer weiter nördlich an der Ratchadaphisek-Straße im Bezirk Chatuchak entstehen.
Weitere Einkaufsmöglichkeiten größeren Umfangs sind: Big C, Narayana Phan, Sogo Department Store, Gaysorn Plaza, Central Chitlom, Central Embassy und Siam Square One.

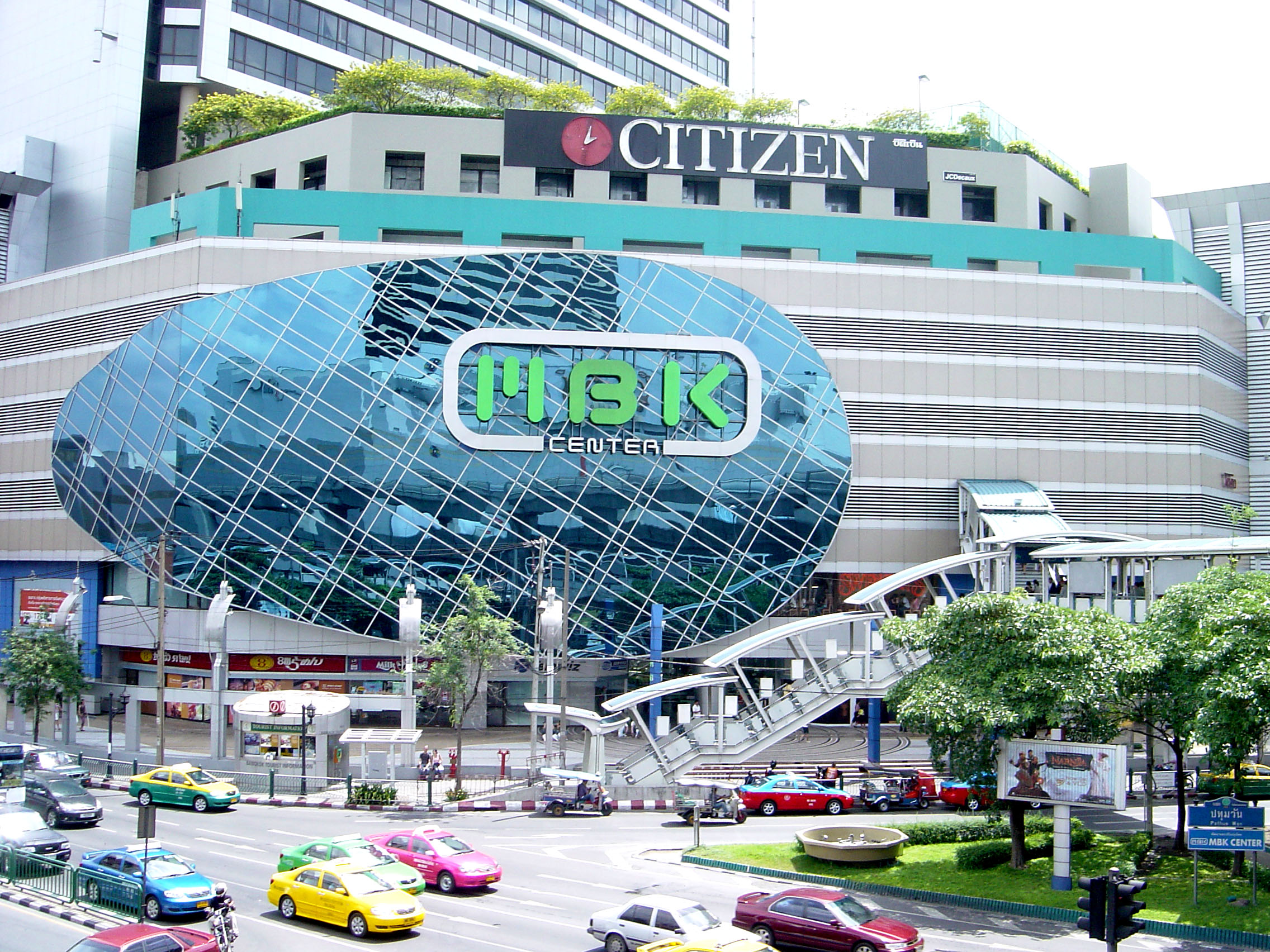
Einkaufszentrum MBK
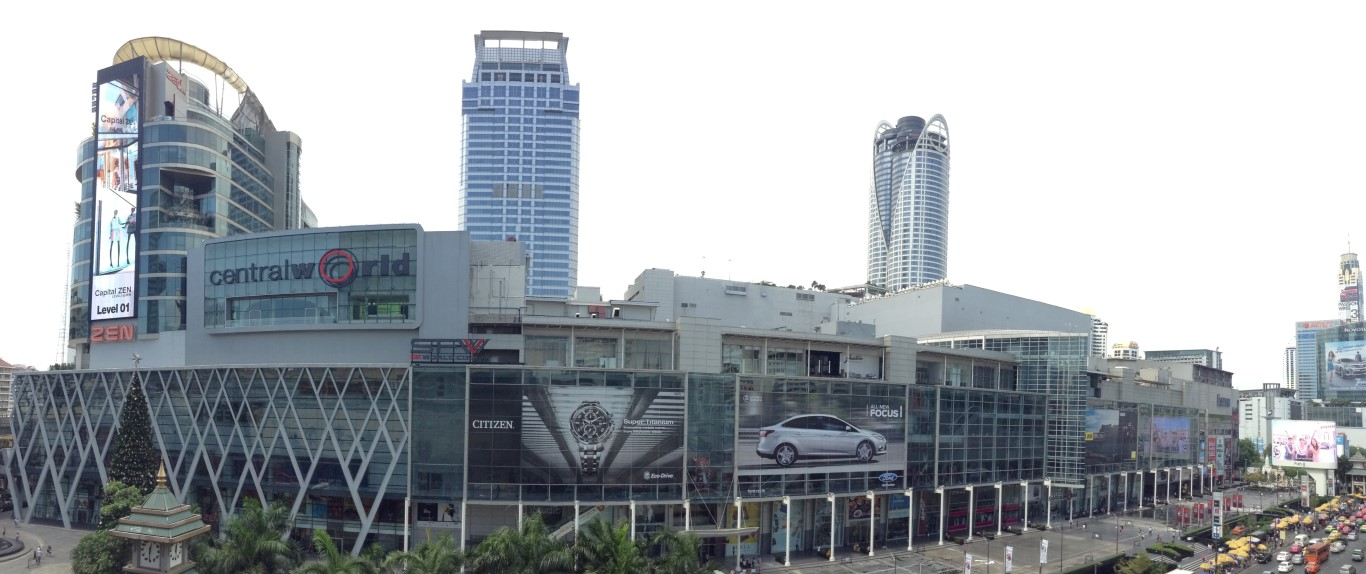
Einkaufszentrum Central World
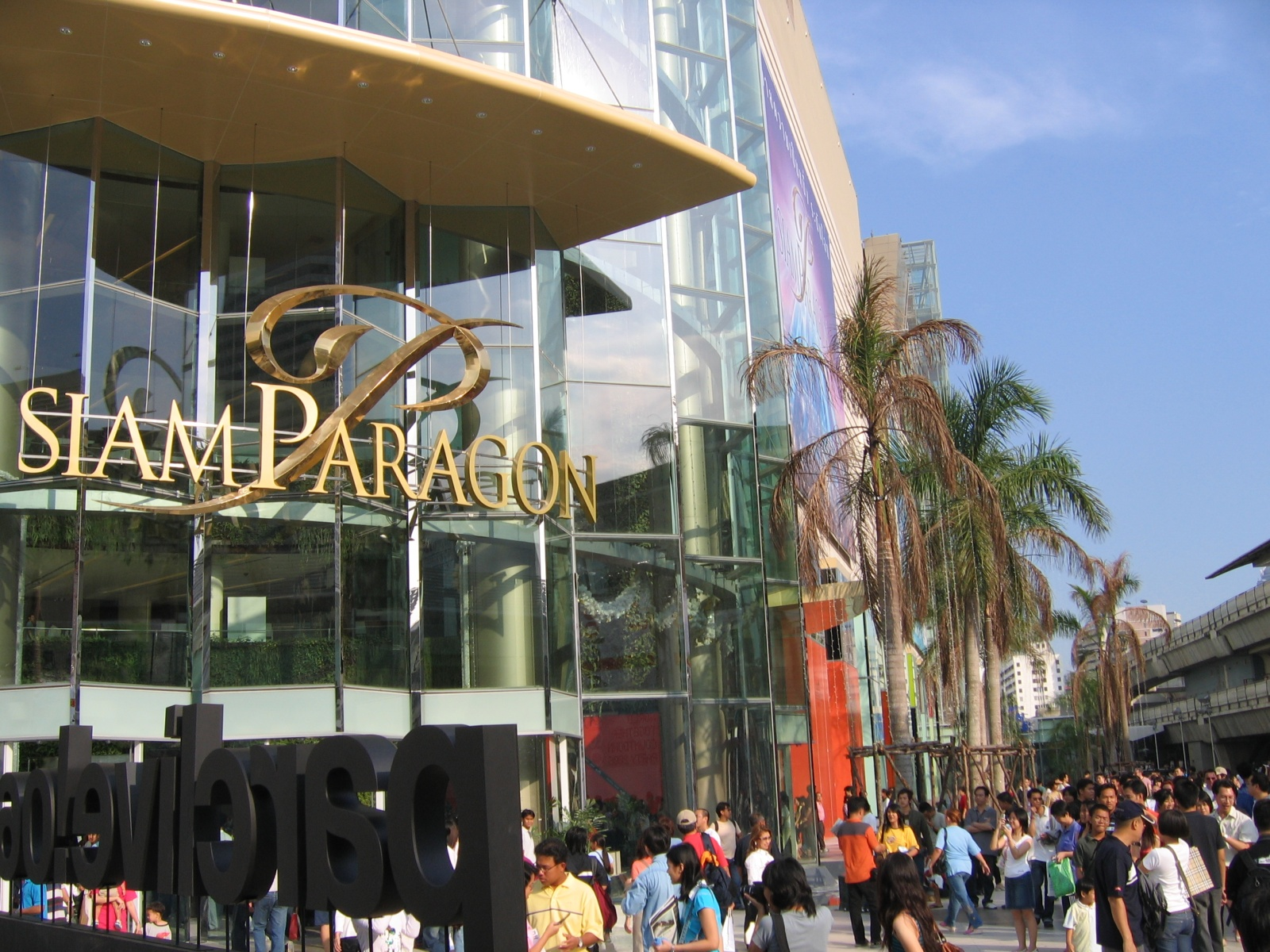
Einkaufszentrum Siam Paragon
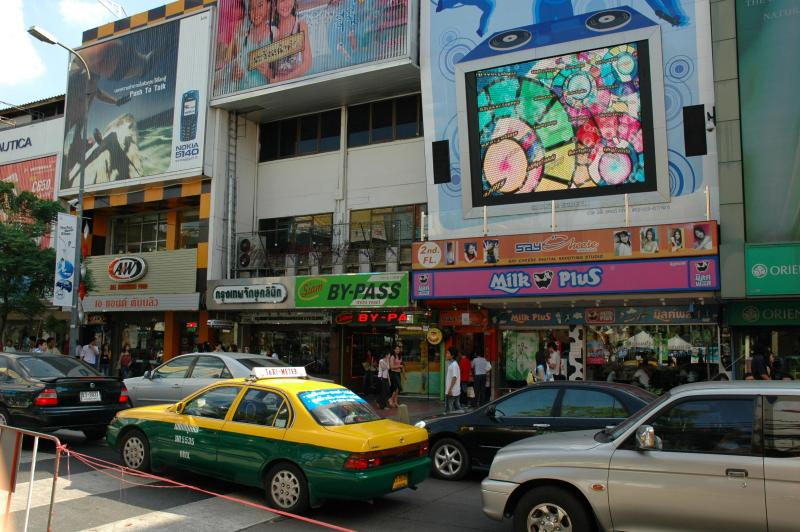
Typische Ladenzeile am Siam Square
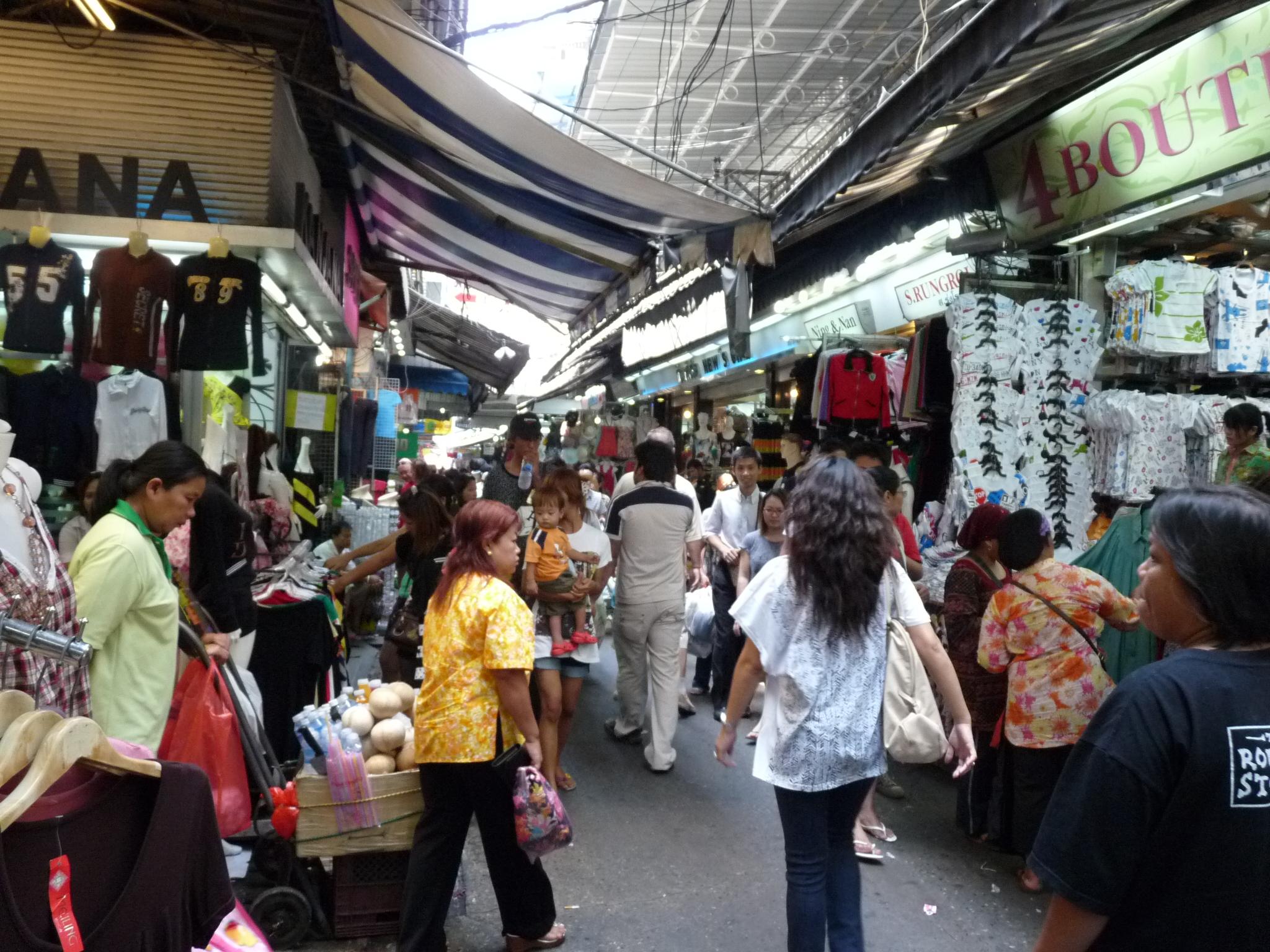
Marktgasse am Siam Square
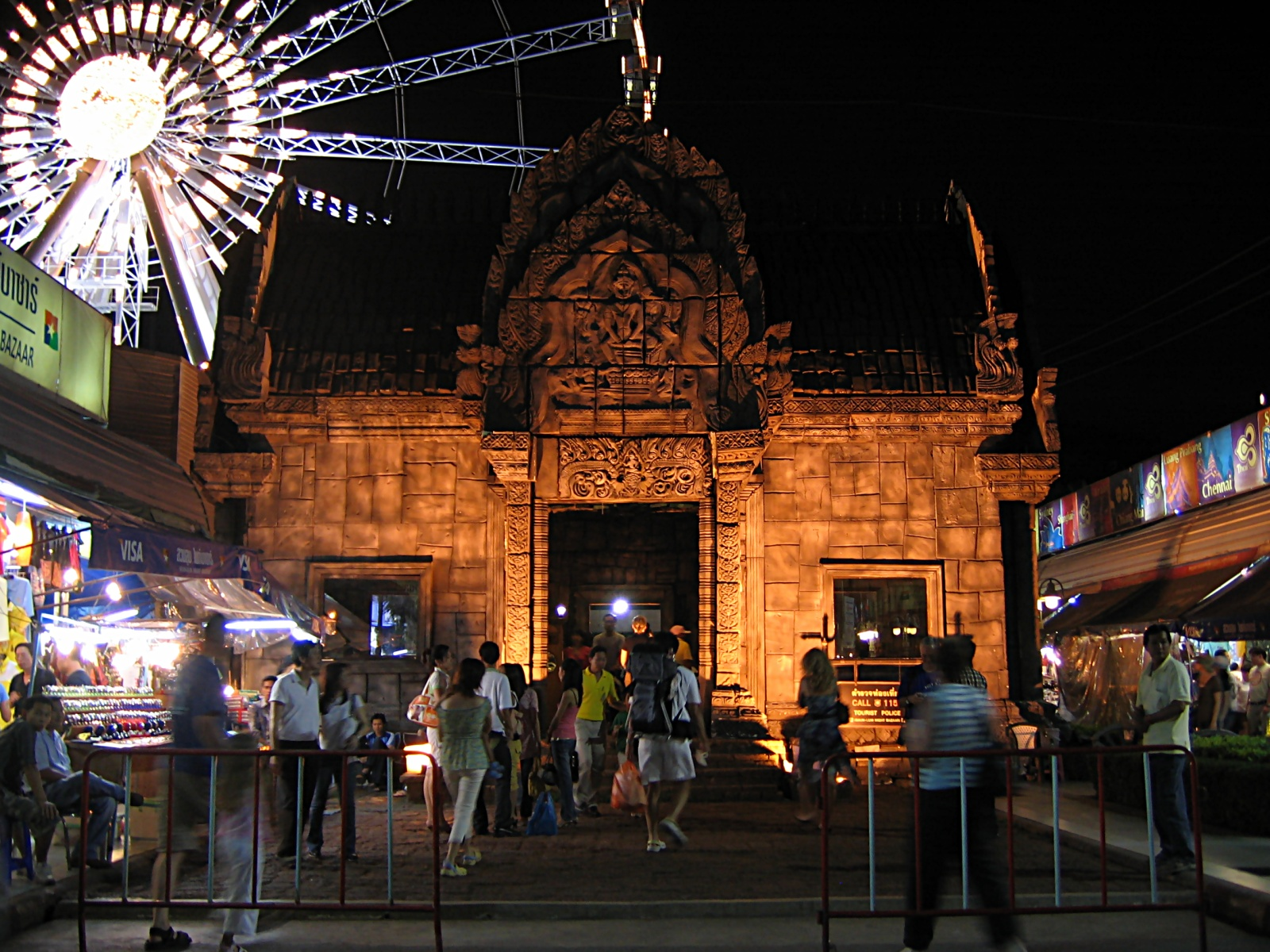
Ehemaliger Nachtmarkt Suan Lum (2006)
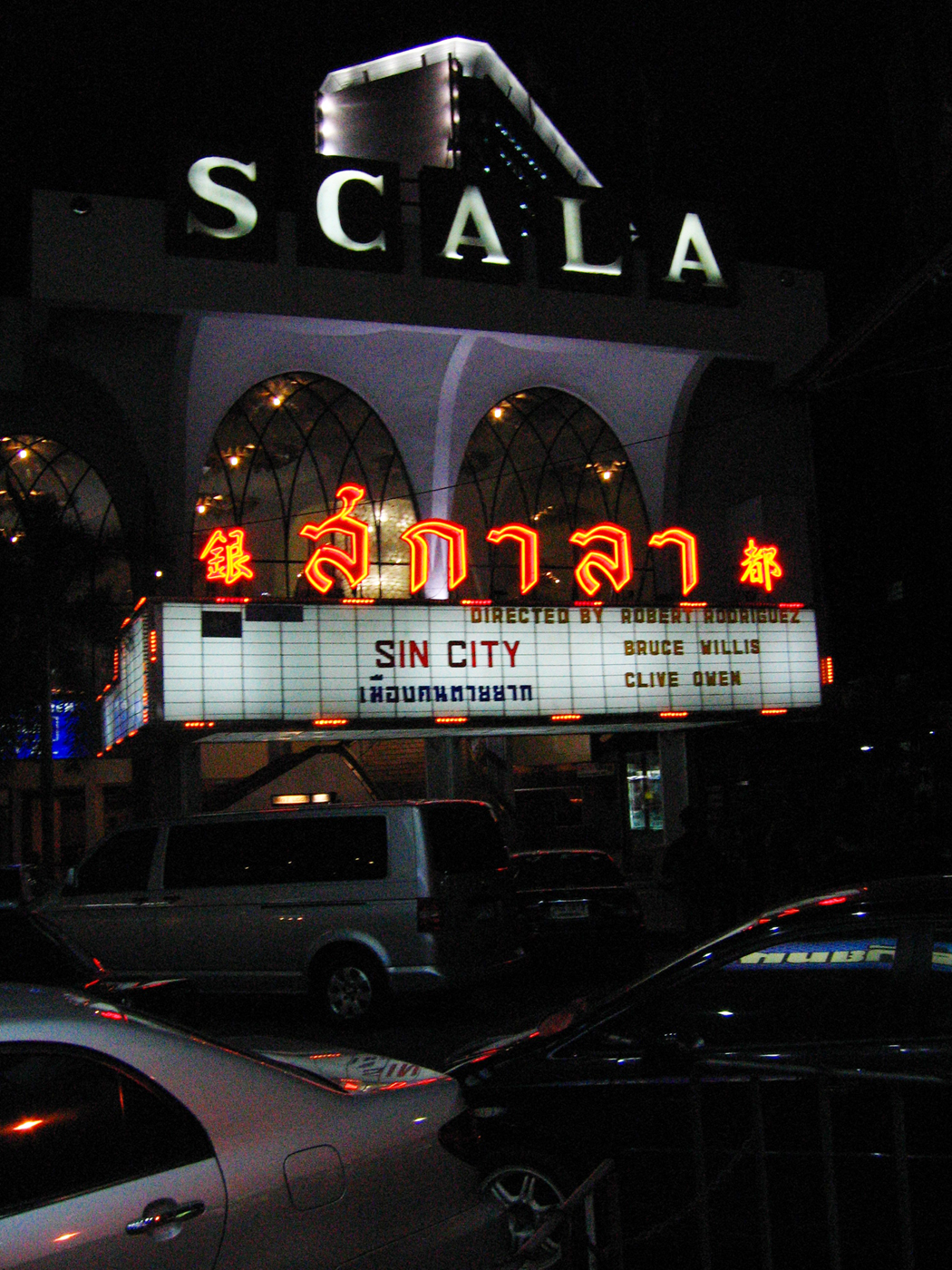
Kino Scala
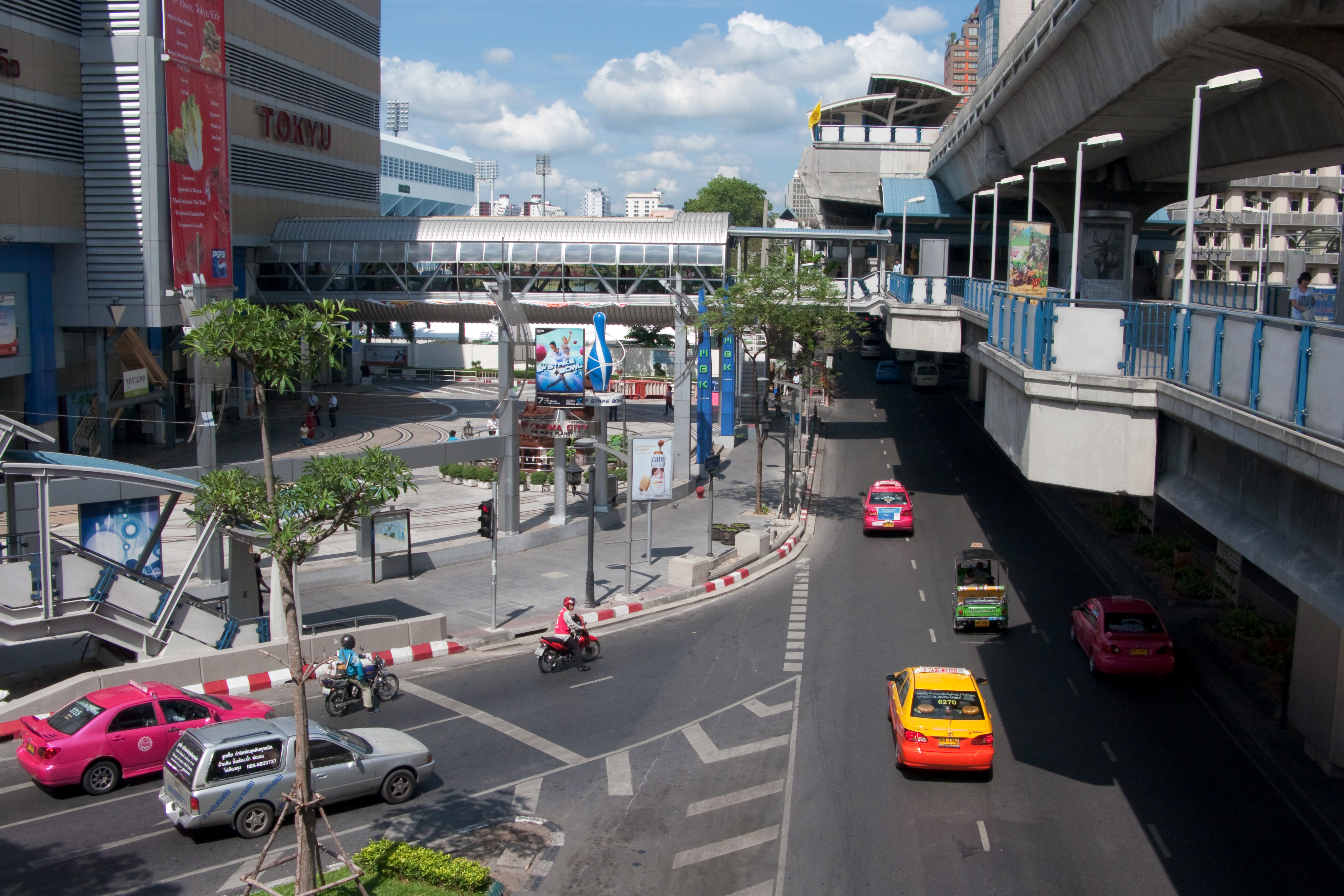
Rama I Road

## Sehenswürdigkeiten

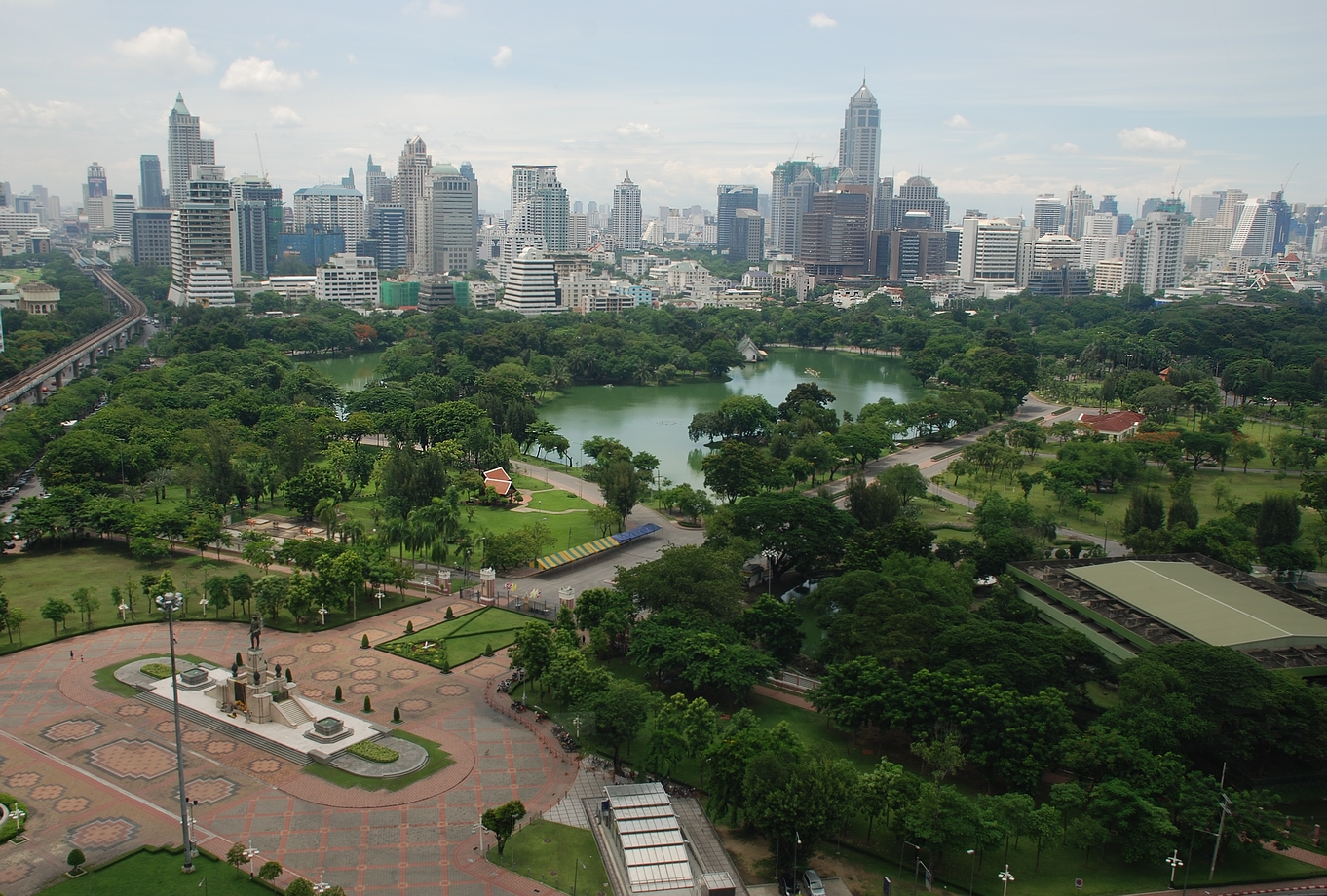
Der Lumphini-Park

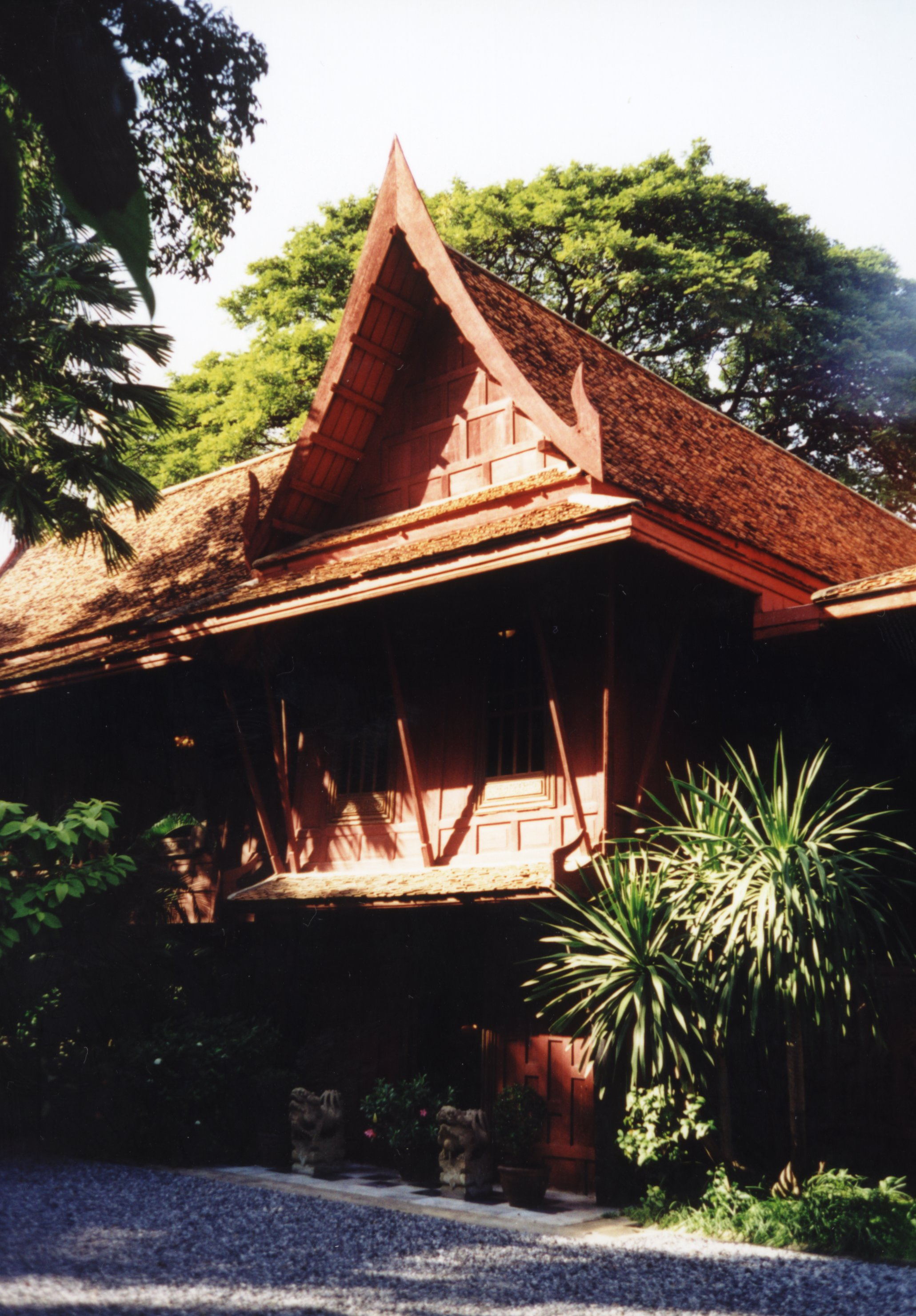
Jim-Thompson-Haus in Bangkok

Der Lumphini-Park (สวนลุมพินึ, Suan Lumphini) ist die „grüne Lunge“ von Pathum Wan. Sein Name leitet sich vom Geburtsort des Buddha her. Im Park gibt es zwei Seen, die zum Bootsfahren einladen. Nach der Morgendämmerung kann man hier viele Menschen bei ihren Tai-Chi-Übungen beobachten. Am Wochenende kann man Bastmatten ausleihen, auf denen man sich am Ufer der Seen entspannen kann. Zahlreiche Garküchen bieten dann ihre Waren feil. Westlich vom Park liegt das Lumphini Boxing Stadium, in dem das traditionelle Thaiboxen aufgeführt wird. Nordöstlich vom Lumphini-Park befindet sich auch eine Pferderennbahn, der Royal Bangkok Sports Club. Hier finden samstags Pferderennen statt.
Ein größeres Areal des Bezirks Pathum Wan wird von mehreren Organisationen eingenommen:
Neben dem MBK Center ist dies die Chulalongkorn-Universität, die älteste Universität von Thailand. Das Museum für bildgebende Technologien befindet sich in der Fakultät für Wissenschaften und beherbergt eine große Kollektion von alten und auch modernen Kameras. Direkt neben der Universität ist das Chulalongkorn-Krankenhaus und das Rote Kreuz Thailand (Thai Red Cross). Dem Gelände des Roten Kreuzes angeschlossen ist eine Schlangenfarm geöffnet, das Queen Saovabha Memorial Institute (Sathan Saovabha). Hier zeigt man unter anderem, wie das Schlangengift entnommen wird, und entwickelt Gegenmittel zu den Schlangengiften, siehe Saovabha-Institut.
Eine der Hauptattraktionen von Pathum Wan ist das Jim Thompson House. Es bildet einen Komplex von schönen Holzhäusern in altem thailändischen Stil. Hier wohnte James H. W. Thompson, ein US-amerikanischer Unternehmer, der die thailändische Seidenindustrie wiederbelebte und im Westen bekannt machte. Es ist jetzt ein Museum.
Das Kunst- und Kulturzentrum Bangkok befindet sich an der Ecke Rama-I.-Straße (Thanon Phra Ram 1) und Phayathai-Straße (Thanon Phayathai), es zeigt seit seiner Eröffnung im Juli 2008 wechselnde Ausstellungen zeitgenössischer Kunst.
Der Erawan-Schrein ist ein heiliger Ort, wo viele Leute zum Beten zusammenkommen und ihre Wünsche für die Zukunft äußern. Man bringt Blumen, Holzelefanten oder andere Gegenstände zurück, falls der Wunsch in Erfüllung gegangen ist. In diesem Fall kann man auch einen traditionellen Tanz aufführen. Wünsche betreffen den Arbeitsplatz, die Familie, Reisen, das erfolgreiche Examen usw.
Außerdem befindet sich im Bezirk das National Stadium (Suphachalasai-Stadion), das bis 1998 das Nationalstadion Thailands war.
Mit dem Centara Grand Hotel (235 m) und dem CRC (China Resources) Tower (210 m) befinden sich in diesem Bezirk zwei der höchsten Gebäude Bangkoks.

## Verkehr

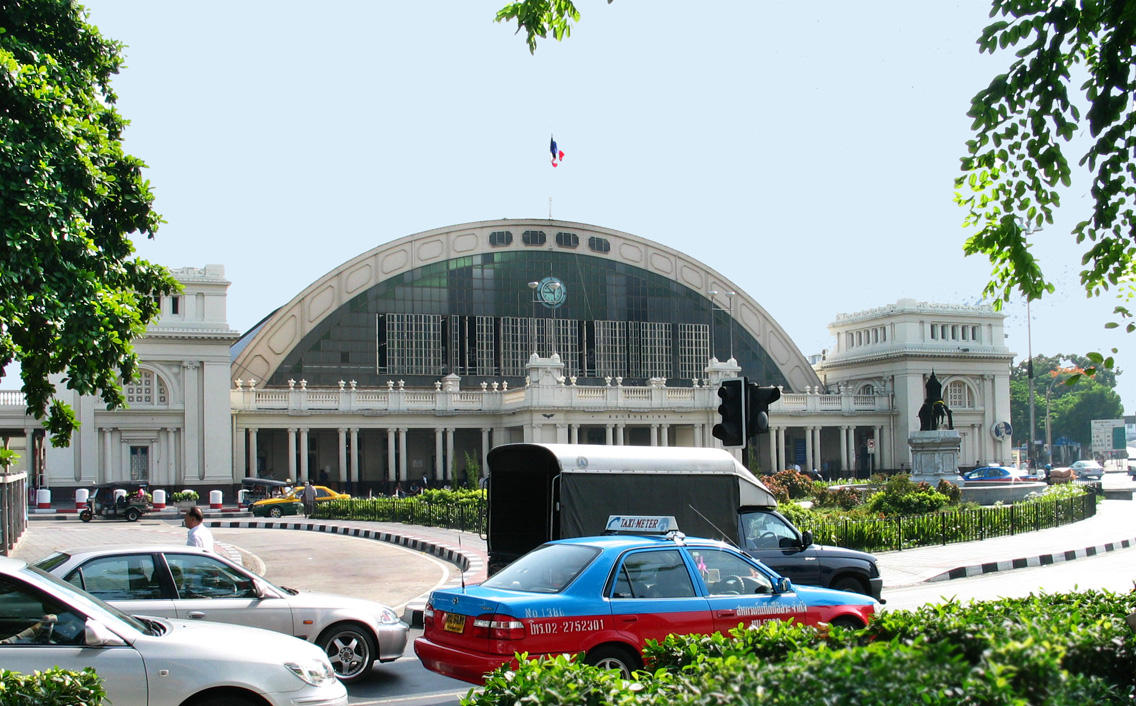
Hauptbahnhof Hua Lamphong

Hua Lamphong ist der Hauptbahnhof von Bangkok. Hier gehen die Züge in alle Richtungen innerhalb Thailands ab.
Beide wichtigen Massenverkehrsmittel Bangkoks bedienen den Bezirk Pathum Wan. Die Bangkok Metro (MRT) bietet Stationen in Hua Lamphong, Sam Yan, Si Lom und Lumphini entlang der südlichen Bezirksgrenze an.
Die Station Siam des Bangkok Skytrain (BTS) dient als Umsteigebahnhof zwischen der Si Lom-Linie und der Sukhumvit-Linie. Weitere Stationen in Pathum Wan sind: National Stadium und Ratchadamri (Si Lom-Linie) sowie Chit Lom und Ploen Chit (Sukhumvit-Linie).
Schnellboote auf dem Kanal Khlong Saen Saep verkehren an der nördlichen Grenze des Bezirks. Die Anlegestelle Pratu Nam (an der Ratchadamri-Straße, nahe Central World) ist die zentrale Station des Wasserbus-Netzes. Von hier aus geht die westliche Linie zur Phan-Fa-Brücke im Bezirk Pom Prap Sattru Phai (nahe Golden Mount im nordöstlichen Teil der Bangkoker Altstadt) und die östliche Linie zum Wat Si Bunrueang im nordöstlichen Bezirk Bang Kapi. Die Kreuzung Pathum Wan (Siam Discovery, MBK, Bangkok Art and Culture Centre) ist vom Anleger Hua Chang (erste Haltestelle auf der westlichen Linie), Jim Thomsons Haus vom Anleger Ban Krua Nuea (West 2) erreichbar.

## Ausbildung
In Pathum Wan befindet sich der Hauptcampus der Chulalongkorn-Universität, der ältesten Universität Thailands. Außerdem unterhält hier die Technische Universität Rajamangala Tawan-ok einen Nebencampus mit dem Namen Uthenthawai.

## Verwaltung
Der Bezirk ist in vier Unterbezirke (Khwaeng) gegliedert:
| Nr. | Name Khwaeng | Thai    | Einw.  |
| --- | ------------ | ------- | ------ |
| 1.  | Rong Mueang  | รองเมือง | 18.558 |
| 2.  | Wang Mai     | วังใหม่   | 08.472 |
| 3.  | Pathum Wan   | ปทุมวัน   | 06.252 |
| 4.  | Lumphini     | ลุมพินี    | 19.331 |